# シュニッツェル (映画)
『シュニッツェル』（英: Schnitzel、ヘブライ語: שניצל）は、イスラエルの短編SFコメディ映画。脚本・製作・監督はアーサフ・エプスタイン、主な出演者はネベ・ツール、オルガ・バルドュコフ、アリク・ミシャリ、ニア・マリック、アディ・フェルドマン。

## プロット

### 概要
宇宙からやってきた異星人の訪問者はスーパーマーケットに着陸し、シュニッツェルの姿をとることにした。10代の少年コビー・ザカー（ネベ・ツール）は恋人のマヤ・キャプリンスキー（オルガ・バルドュコフ）にスーパーマーケットから何かを持ってくるよう頼まれた。コビーがスーパーマーケットに入ったとき奇妙なことが起こり、異星人「シュニッツェル」と鉢合わせになった。

### 出演
- コビー・ザカー （ネベ・ツール（ヘブライ語版））

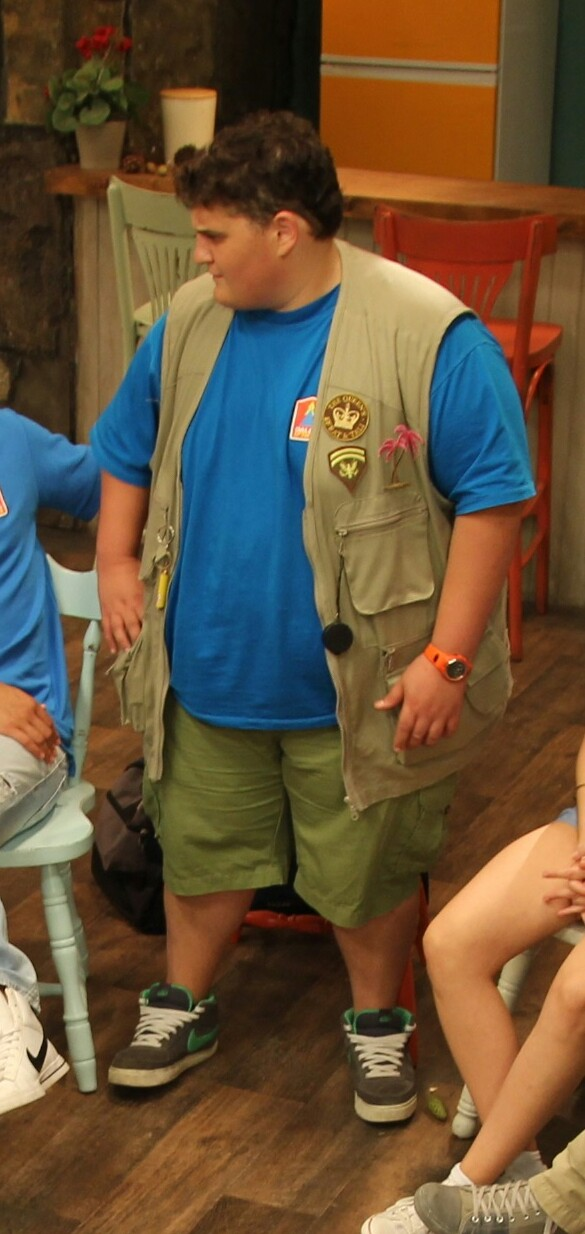
コビー役のネベ・ツール

- マイアー・キャプリンスキー（オルガ・バルドュコフ）
- 肉屋のサイモン（アリク・ミシャリ（ヘブライ語版））
- 警備員のシュラガ（ニア・マリック）
- レジの女性店員（アディ・フェルドマン）
- ローラーブレードをする人 (オリー・ゼーラー)
- 祖母 (アナ・レボヴィッツ)
- もったいぶって歩くこっけいな人 (ザリナ・キャニゾー)
- ベニー (ナヴォン・ダサー)
- ヴィバーマン (ユヴァル・マルカ)
- コビーの母（声）(マリナ・ケーガン)
- ラジオアナウンサー (オデッド・レオポルド（ヘブライ語版）)
- チーズ・スチュワーデス (シーラ・レファエル)
- CGI - 俳優 / 歌唱 (アダム・ダンホフ)
- シュニッツェル（声）(ヤヘル・シャハー)

## 製作
この映画はイスラエルで制作され、主に4箇所のロケ地で撮影された。スーパーマーケットの内部はハツォル・ハグリリートで撮影され、外側はミシュマル・ハシャロンで撮影された。田舎道など他のシーンはガアシュで撮影され、スタジオでの製作はテルアビブで行われた。
映画音楽はアーミート・ポズナンスキーが担当した。
この映画ではCGIを用いて異星人「シュニッツェル」のキャラクターを作成し、実写のシーンと合成した。

## 受賞
- 最優秀作曲賞（アーミート・ポズナンスキー）- サウスカロライナ文化映画祭（South Carolina Cultural Film Festival） (2015)
- 最優秀国際映画賞 -サウスカロライナ文化映画祭（South Carolina Cultural Film Festival）(2015)
- 最優秀SF映画賞 - Hyart映画祭 (2015) [2]
- 最優秀外国語青春映画賞（Best International Coming-of-Age） - マンハッタン映画祭（英語版） (2015) [3]
- 最優秀外国語映画プロデューサー賞（Best Producer of a Foreign Language Film） - マドリード国際映画祭(2015) [4]